# Rieti Meeting
Il Rieti Meeting (precedentemente noto come Meeting Internazionale Città di Rieti) è stato un meeting di atletica leggera che si svolgeva annualmente nello stadio Raul Guidobaldi di Rieti, sul finire di agosto o all'inizio di settembre. Era una tappa del circuito internazionale IAAF World Challenge (fino al 2009, dello IAAF Grand Prix).
Tenutosi per la prima volta il 28 agosto 1971, si è svolto ininterrottamente per 45 anni, fino all'ultima edizione del 2015; successivamente è stato soppresso, a causa della mancanza di fondi e dell'impossibilità di mantenere il livello internazionale della manifestazione.

## Storia
Il meeting di Rieti nacque nel 1971 ad opera di Sandro Giovannelli, successivamente divenuto membro della IAAF Competition Commission, che rimase a capo dell'organizzazione dell'evento fino alla fine.
L'edizione del 1977 segnò la consacrazione del meeting a livello mondiale. Nel 1994 l'evento fu inserito per la prima volta in un circuito internazionale, lo IAAF Grand Prix II. Nel 2005 il meeting di Rieti compariva all'undicesimo posto della classifica mondiale dei meeting di atletica stilata dallo IAAF.
Nell'edizione 2010 il meeting festeggiò il suo 40º anniversario, con l'ennesimo record mondiale, il che lo aveva reso uno dei più longevi d'Italia fra quelli ancora disputati. La manifestazione del quarantennale si svolse sotto il sole caldo del pomeriggio di domenica 29 agosto ed ha visto cadere cinque record del meeting, cinque nazionali, due record continentali, quattro migliori prestazioni mondiali stagionali e un record mondiale assoluto.
Con il passare degli anni si è guadagnato il nome di "tempio del mezzofondo" data la costanza dei buoni risultati nelle competizioni su media e lunga distanza. Non solo tempio del mezzofondo, ma anche dei 100 m piani, visto il record mondiale stabilito da Asafa Powell. Aspetto diverso dalle competizioni dalle gare in cui si sfidano gli atleti - ma che era divenuto caratteristico del meeting - era la chiusura di ogni edizione, con la musica di C'era una volta il West su cui "balla" nel cielo un aliante pilotato da un pilota acrobatico.

### La fine
Il 13 settembre 2015 si tenne la 45ª edizione del Rieti Meeting, che ad oggi è l'ultima ad essersi svolta.
In quello stesso anno la Cassa di Risparmio di Rieti, che per decenni era stata finanziatrice del meeting e del movimento dell'atletica leggera locale, venne assorbita da Intesa Sanpaolo e cessò di esistere: questo avvenimento fu una delle cause determinanti della crisi della manifestazione. Inoltre, sin dal 2009, il patron Sandro Giovannelli aveva dichiarato di voler lasciare l'organizzazione dell'evento, denunciando scarsa collaborazione da parte delle istituzioni.
Il 26 agosto 2016, per la prima volta dopo 45 anni, venne annunciato che l'edizione di quell'anno non si sarebbe svolta: ufficialmente, la cancellazione del meeting fu motivata con la necessità di non impegnare risorse, uomini e strutture impiegate nelle operazioni di soccorso del disastroso terremoto di Amatrice, avvenuto due giorni prima a circa cinquanta km dal capoluogo sabino. Gli organizzatori, comunque, auspicarono che, l'anno seguente, la IAAF World Challenge potesse reinserire la manifestazione nel calendario internazionale.
Ad aprile del 2017 ciò venne effettivamente concesso dalla IAAF e il meeting venne fissato per il 3 settembre. Tuttavia, dopo altalenanti trattative intavolate dal direttore Sandro Giovannelli, non fu possibile trovare sponsor disposti a finanziare l'evento, cosa che a fine agosto portò a cancellare il meeting per la seconda volta consecutiva, stavolta dichiaratamente per mancanza di fondi. A fine 2017, il sindaco di Rieti Antonio Cicchetti sostenne che tornare ad organizzare un meeting di altissimo livello come in passato fosse ormai impossibile, non solo per questioni economiche, ma soprattutto per la cessazione dell'incarico di Giovannelli all'interno dello IAAF.
Nel 2018, su spinta delle istituzioni locali, fu compiuto un ulteriore tentativo di organizzare l'evento: tra maggio e giugno vari enti annunciarono uno stanziamento a favore del meeting (150.000€ da parte del ministero dello Sport, 100.000€ da parte della regione Lazio, 35.000€ da parte della Fondazione Varrone e 8000€ dal comune di Rieti). Ciononostante, anche quell'anno il meeting venne annullato; le motivazioni all'origine della decisione non vengono divulgate, e la notizia non viene neanche annunciata con comunicato sul sito ufficiale. Nel 2019 la manifestazione viene declassata dalla IAAF alla categoria "EA Premium".

## Record mondiali
| Anno | Gara             | Record          | Atleta             | Nazione       |
| ---- | ---------------- | --------------- | ------------------ | ------------- |
| 2010 | 800 metri piani  | 1'41"01         | David Rudisha      | Kenya         |
| 2007 | 100 metri piani  | 9"74 (+1,7 m/s) | Asafa Powell       | Giamaica      |
| 1999 | 1000 metri piani | 2'11"96         | Noah Ngeny         | Kenya         |
| 1996 | 3000 metri piani | 7'20"67         | Daniel Komen       | Kenya         |
| 1993 | Miglio           | 3'44"39         | Noureddine Morceli | Algeria       |
| 1992 | 1500 metri piani | 3'28"86         | Noureddine Morceli | Algeria       |
| 1983 | 1500 metri piani | 3'30"77         | Steve Ovett        | Gran Bretagna |
| 1982 | Miglio           | 4'17"44         | Maricica Puică     | Romania       |

## Record del meeting

### Uomini[24]
| Gara                   | Record          | Atleta                                                              | Nazione          | Data              | Note                         |
| ---------------------- | --------------- | ------------------------------------------------------------------- | ---------------- | ----------------- | ---------------------------- |
| 100 metri piani        | 9.74 (+1.7 m/s) | Asafa Powell                                                        | Giamaica         | 9 settembre 2007  | anche nuovo record del mondo |
| 200 metri piani        | 19.96           | Frankie Fredericks                                                  | Namibia          | 1993              |                              |
| 300 metri piani        | 32.28           | Pietro Mennea                                                       | Italia           | 1979              |                              |
| 400 metri piani        | 44.21           | Michael Johnson                                                     | Stati Uniti      | 1990              |                              |
| 800 metri piani        | 1:41.01         | David Lekuta Rudisha                                                | Kenya            | 29 agosto 2010    | anche nuovo record del mondo |
| 1000 metri piani       | 2:11.96         | Noah Ngeny                                                          | Kenya            | 5 settembre 1999  |                              |
| 1500 metri piani       | 3:26.97         | Hicham El Guerrouj                                                  | Marocco          | 2002              |                              |
| Miglio                 | 3:44.39         | Noureddine Morceli                                                  | Algeria          | 1993              |                              |
| 2000 m                 | 4:49.00         | Vénuste Niyongabo                                                   | Burundi          | 1997              |                              |
| 2 miglia               | 8:13.40         | Moses Kiptanui                                                      | Kenya            | 1995              |                              |
| 3000 metri piani       | 7:20.67         | Daniel Komen                                                        | Kenya            | 1º settembre 1996 | anche nuovo record del mondo |
| 5000 metri piani       | 13:04.43        | Daniel Komen                                                        | Kenya            | 2000              |                              |
| 110 metri ostacoli     | 13.02           | David Oliver                                                        | Stati Uniti      | 29 agosto 2010    |                              |
| 400 metri ostacoli     | 47.91           | Samuel Matete                                                       | Zambia           | 1992              |                              |
| 3000 metri siepi       | 8:00.54         | Moses Kiptanui                                                      | Kenya            | 1997              |                              |
| Salto in alto          | 2.38 m          | Igor' Paklin                                                        | Unione Sovietica | 1986              |                              |
| Salto con l'asta       | 5.96 m          | Brad Walker                                                         | Stati Uniti      | 2005              |                              |
| Salto in lungo         | 8.45 m          | Larry Myricks                                                       | Stati Uniti      | 1981              |                              |
| Salto triplo           | 17.54           | Hristo Markov                                                       | Bulgaria         | 1987              |                              |
| Getto del peso         | 21.00 m         | Paolo Dal Soglio                                                    | Italia           | 1º settembre 1996 |                              |
| Lancio del disco       | 68.38 m         | Luis Delís                                                          | Cuba             | 1984              |                              |
| Lancio del martello    | 82.62 m         | Kōji Murofushi                                                      | Giappone         | 9 settembre 2007  |                              |
| Lancio del giavellotto | 84.20 m         | Konstadinos Gatsioudis                                              | Grecia           | 5 settembre 1999  |                              |
| Staffetta 4×100 metri  | 39.76           | Gianfranco Lazzer Mauro Zuliani Luciano Caravani Massimo Clementoni | Italia           | 1979              |                              |
| Staffetta 4×400 metri  | 3:03.55         | Walter McCoy Francks Darrell Robinson Mark Rowe                     | Stati Uniti      | 1988              |                              |

### Donne
| Gara                   | Record  | Atleta                                        | Nazione                   | Data | Note                         |
| ---------------------- | ------- | --------------------------------------------- | ------------------------- | ---- | ---------------------------- |
| 100 metri piani        | 10.81   | Irina Privalova                               | Russia                    | 1992 |                              |
| 200 metri piani        | 21.88   | Irina Privalova                               | Russia                    | 1993 |                              |
| 400 metri piani        | 49.02   | Jarmila Kratochvílová                         | Cecoslovacchia            | 1984 |                              |
| 800 metri piani        | 1.56.29 | Janeth Jepkosgei                              | Kenya                     | 2007 |                              |
| 1500 metri piani       | 3.56.18 | Maryam Jamal                                  | Bahrein                   | 2006 |                              |
| Miglio                 | 4.17.44 | Maricica Puică                                | Romania                   | 1982 | anche nuovo record del mondo |
| 2000 metri piani       | 5.30.39 | Maricica Puica                                | Romania                   | 1985 |                              |
| 3000 metri piani       | 8.30.25 | Vivian Cheruiyot                              | Kenya                     | 2007 |                              |
| 100 metri ostacoli     | 12.68   | Gail Devers                                   | Stati Uniti               | 1992 |                              |
| 400 metri ostacoli     | 53.34   | Sandra Glover                                 | Stati Uniti               | 2003 |                              |
| 3000 metri siepi       | 9.16.46 | Dorcus Inzikuru                               | Uganda                    | 2005 |                              |
| Salto in alto          | 2.06    | Stefka Kostadinova                            | Bulgaria                  | 1987 |                              |
| Salto con l'asta       | 4.53    | Annika Becker Monika Pyrek Krisztina Molnar   | Germania Polonia Ungheria | 2002 |                              |
| Salto in lungo         | 7.19    | Heike Drechsler                               | Germania                  | 1991 |                              |
| Salto triplo           | 14.92   | Yargelis Savigne                              | Cuba                      | 2007 |                              |
| Getto del peso         | 19.83   | Natallja Michnevič                            | Bielorussia               | 2006 |                              |
| Lancio del disco       | 65.38   | Franka Dietzsch                               | Germania                  | 2006 |                              |
| Lancio del martello    | 75.58   | Tat'jana Lysenko                              | Russia                    | 2011 |                              |
| Lancio del giavellotto | 66.64   | Natalia Yermolovich                           | Bielorussia               | 1986 |                              |
| Staffetta 4×100 metri  | 44.97   | Internazionale (Lynch, Cragno, Hodges, Pusey) |                           | 1975 |                              |